# 西浜ふうか
西浜 ふうか（にしはま ふうか、1995年10月16日 - ）は、日本の元ジュニアアイドル。大阪府出身。元バンビーナ所属。

## 概要
いもうとシスターズの元メンバーで関西2期生。
2014年3月、ジュニアアイドルを引退する。

## 映像作品

### DVD
- 純真無垢 〜ホワイトレーベル〜（2011年2月25日、アイマックス）
- いもうと目線　ふうかとふたりっきり　目線をそらすな、ボクの妹…（2011年3月10日、アイマックス）
- たっぷり 西浜ふうか（2011年3月25日、アイマックス）
- 純真無垢 〜ホワイトレーベル〜 Part2（2011年5月10日、アイマックス）
- いもうと目線　ふうかとふたりっきり　目線をそらすな、ボクの妹… Part2（2011年5月25日、アイマックス）
- ニーハイコレクション ～絶対領域～（2011年7月10日、アイマックス）
- しまコレ　～しましまコレクション～（2011年11月25日、アイマックス）
- 純真無垢 〜ホワイトレーベル〜 Part3（2012年1月25日、アイマックス）
- 現役女子高生グラビア（2012年7月15日、アイマックス）
- 花鳥風月 ～Neoホワイトレーベル～（2012年9月25日、アイマックス）
- ニーハイコレクション ～絶対領域～ Part2（2012年11月10日、アイマックス）
- 桃色パンチ（2013年1月25日、アイマックス）
- 桃色パンチ Part2（2013年3月10日、アイマックス）
- ニーハイコレクション ～絶対領域～ Part3（2013年5月10日、アイマックス）
- ふうか☆コレクションBOX（2013年11月10日、アイマックス）

#### Blu-ray Disc
- 純真無垢 〜ホワイトレーベル〜 Part2（2011年5月10日、アイマックス）
- ニーハイコレクション ～絶対領域～（2011年7月10日、アイマックス）
- しまコレ　～しましまコレクション～（2011年11月25日、アイマックス）
- いもうと目線　ふうかとふたりっきり　目線をそらすな、ボクの妹… Part3（2011年12月22日、アイマックス）
- 純真無垢 〜ホワイトレーベル〜 Part3（2012年1月25日、アイマックス）
- いもうと目線　ふうかとふたりっきり　目線をそらすな、ボクの妹… Part4（2012年4月25日、アイマックス）
- 現役女子高生グラビア（2012年7月15日、アイマックス）
- 花鳥風月 ～Neoホワイトレーベル～（2012年9月25日、アイマックス）
- ニーハイコレクション ～絶対領域～ Part2（2012年11月10日、アイマックス）
- 桃色パンチ（2013年1月25日、アイマックス）
- 桃色パンチ Part2（2013年3月10日、アイマックス）
- ニーハイコレクション ～絶対領域～ Part3（2013年5月10日、アイマックス）